# Luke Benward
Luke Benward (Franklin, Tennessee, 1995. március 12. –) amerikai színész. Két testvére van, Ella és Gracie Benward. Magassága: 188 cm. Szülei Aaron és Kenda Benward.

## Élete
1995. május 12.-én született.
Több filmben is játszott, leghíresebb a Cloud 9 című, Disney channel-en futó filmje. 

Pletykák szerint egy párt alkotott korábban Dove Cameron színésznővel.

## Szerepei

### Filmek
| Év   | Cím                                                          | Szerep           | Megjegyzés |
| ---- | ------------------------------------------------------------ | ---------------- | ---------- |
| 2018 | Skate God                                                    | Oren             |            |
| 2018 | Life of the Party                                            | Jack             |            |
| 2017 | Fog City                                                     | Tanner           |            |
| 2017 | Measure of a Man                                             | Pete Marino      |            |
| 2015 | Fied of Lost Shoes                                           | John Wise        |            |
| 2015 | Point of Honor                                               | Garland Rhodes   | TV film    |
| 2014 | Cloud 9                                                      | Will             | TV film    |
| 2012 | Csaj kontra Szörny                                           | Ryan Dean        | TV film    |
| 2012 | Madison High                                                 | Devin Daniels    | TV film    |
| 2010 | Kedves John!                                                 | 14 Year Old Alan |            |
| 2008 | R. L. Stine: Démontanya - Avagy ki engedte ki a szellemeket? | Nicky            |            |
| 2008 | Ebadta tolvajok                                              | Owen             |            |
| 2008 | Időlovagok                                                   | Charlie Tuttle   | TV film    |
| 2006 | A skacok meg a kukacok                                       | Billy            |            |
| 2005 | Lelkipásztor-kutya                                           | Stevie Dewberry  |            |
| 2002 | Katonák voltunk                                              | David Moore      |            |

### Televíziós sorozatok
| Év        | Cím                            | Szerep           | Megjegyzés   |
| --------- | ------------------------------ | ---------------- | ------------ |
| 2017      | Still the King                 |                  | 3 epizód     |
| 2016      | A legnagyobb dobás             |                  | epizódszerep |
| 2016      | Riley a nagyvilágban           | Thor             | 2 epizód     |
| 2015      | CSI: A helyszínelők            | Axel Vargas      | epizódszerep |
| 2014      | R.L. Stine's The Haunting Hour | Ted              | epizódszerep |
| 2014      | A Goldberg család              | Bruce            | epizódszerep |
| 2013-2014 | Ravenswood                     | Dillon           | 8 epizód     |
| 2013      | Sok sikert, Charlie!           | Beau Landry      | 6 epizód     |
| 2011-2013 | See Dad Run                    | Matthew Pearson  | 3 epizód     |
| 2011      | Zombies and Cheerleaders       | Zed Necrodopolis | epizódszerep |
| 2002      | Family Affair                  | Jody Davis       | 2 epizód     |

## További információ
- Luke Benward a PORT.hu-n (magyarul)
- Luke Benward az Internetes Szinkronadatbázisban (magyarul)
- Luke Benward az Internet Movie Database-ben (angolul)
- Luke Benward a Rotten Tomatoeson (angolul)